# كارلوتا كيس هال
كارلوتا كيس هال (بالإنجليزية: Carlotta Case Hall)‏ هي ناشطة حق المرأة بالتصويت ‏ وعالمة نبات أمريكية، ولدت في 1880، وتوفيت في 1949.